# Sebastian Brunner

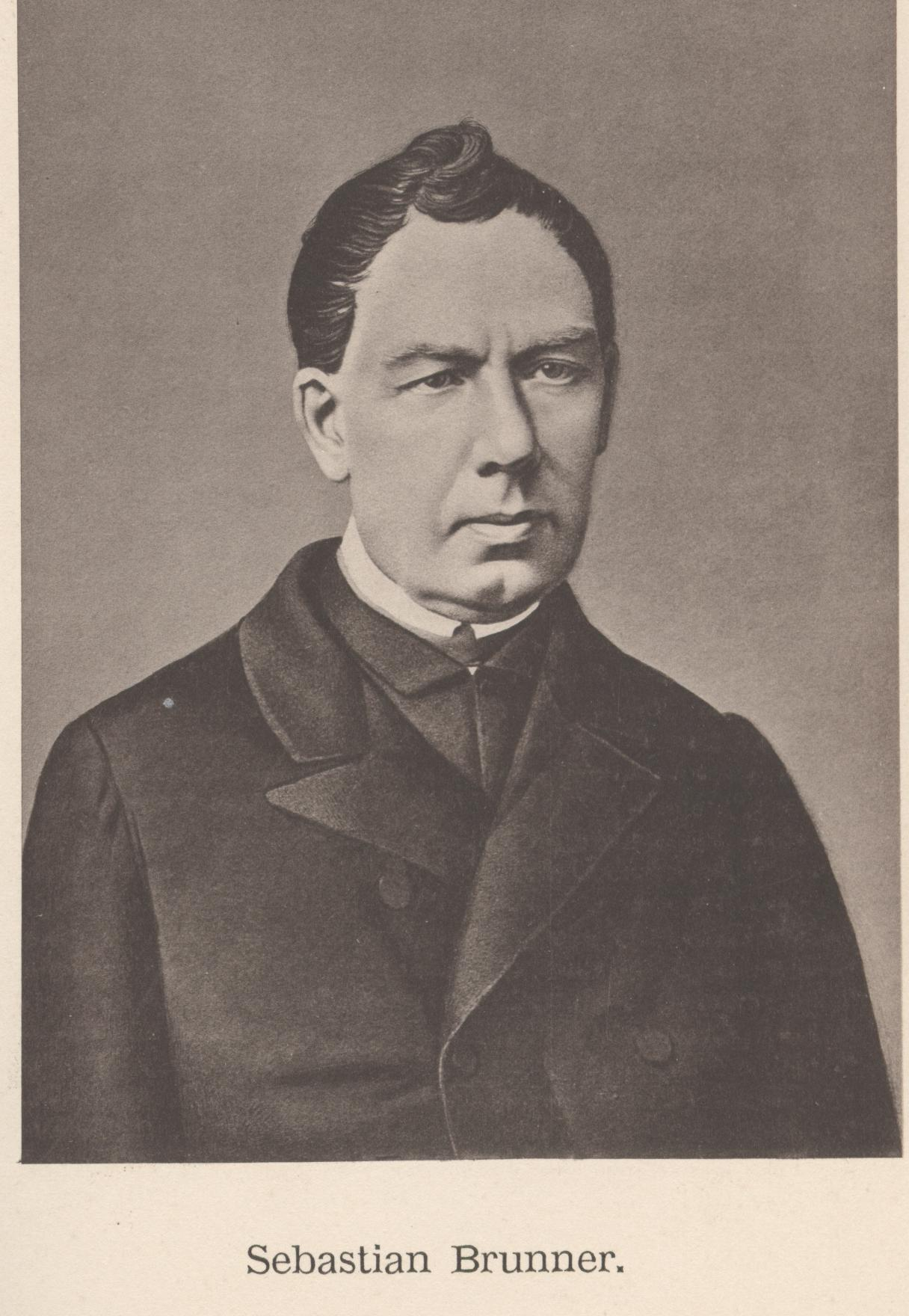
Sebastian Brunner.

Sebastian Brunner, född den 10 december 1814 i Wien, död den 26 november 1893 i Währing utanför Wien, var en österrikisk romersk-katolsk predikant och skriftställare. 
Brunner prästvigdes 1838 och användes 1843–1848 av Metternich som referent för de österrikiska diplomaternas rapporter om tidens religiösa och sociala rörelser. Sedan tjänstgjorde han en tid (från 1853) som universitetspredikant i Wien, blev 1865 apostolisk protonotarie och påvlig huskaplan samt utnämndes 1875 till furstbiskopligt konsistorialråd i Wien. Åren 1848–1865 utgav han Wiener katholische Kirchenzeitung. 
Brunners många skrifter utgörs främst av ultramontana anfall på den modernt liberala åskådningen, framför allt sådan den framträdde i den judiska pressliberalismen i Wien samt hos skriftställare sådana som Strauss, Renan och Darwin, varjämte även Goethe, Friedrich Schiller, Börne, Heine med flera utsattes för hans smädeskrifter. Han har till följd av sin burleska humor jämförts än med augustinen Abraham a Santa Clara, än med Thomas Murner. 
Bland hans arbeten märks lärodikten Die Welt ein Epos (1844), ett angrepp på filosofin, hans mot samtidens politiska, litterära och religiösa förhållanden riktade Der Nebeljungen Lied (1845, 4:e upplagan 1891), Der Atheist Renan und sein Evangelium (1865), Zwei Buschmänner (1891), flera resebeskrivningar, historiska och konsthistoriska arbeten (bland annat Die Kunstgenossen der Klosterzelle 1863). Hans Gesammelte Erzählungen und poetische Schriften utkom i 18 band 1863–1877 (ny upplaga från 1890).